# 视觉性语言中枢
视觉性语言中枢，又称为阅读中枢，是语言中枢的一部分。
此中枢位于韋尼克區，与顶下小叶的角回（39区）关系紧密，靠近视觉中枢。
此中枢受损后，会产生失读症。

## 参阅
- 运动性语言中枢（布若卡氏區）
- 听觉性语言中枢（韋尼克區）
- 书写中枢